# Euplexia internimarginata
Euplexia internimarginata là một loài bướm đêm trong họ Noctuidae.